# Oszterc vára
Oszterc vára (horvátul: Stari grad Oštrc), várrom Horvátországban, a Zlatarhoz tartozó Martinšćina határában.

## Fekvése
A vár maradványai Lobor településtől mintegy 2 kilométerrel északkeletre, egy 746 méter magas hegycsúcson találhatók, de már a Zlatarhoz tartozó Martinšćina határába esnek.

## Története
A hegyet már 1258-ban is említik, de a várat csak 1330-ban, tehát valamikor e két dátum között épülhetett. 1338-ban a Kőszegieké, majd 1339-től 1399-ig királyi vár a zagorai ispánság tartozéka. Ezután királyi adományként 1456-ig a Cilleieké, majd 1457-től 1489-ig Vitovec Jánosé, 1494-től Corvin Jánosé, 1504-től Frangepán Beatrixé, 1509-től Brandenburgi Györgyé, 1513-tól a Pekry, 1519-től a Bradács, később a Kastellanovics, a Bojnicsics, a Kerecsényi, végül a Keglevich családé. Pusztalobor várához hasonlóan a Keglevich-kastély felépítése után hagyták a sorsára a 17. század első felében, azóta pusztul.

## A vár mai állapota
A vár alsó és felső várra osztódott. Az alsó részen egy külsővár volt, melynek kicsiny és szűk kaputornyán még néhány lőrés is megfigyelhető. Az alsóvár északnyugati része és a kaputornya még áll, de délnyugati része már leomlott. A kaputornyon keresztül lehet az alsóvár szűk udvarára bemenni. A felső várnak ovális alakja van. Az északi várfalhoz egy öregtoronyszerű hengeres tornyot, a későbbiekben a szemben lévő oldalra pedig egy négyszögletű tornyot építettek. A felsővár bejárata az északi oldalán található hengeres torony mellett nyílhatott. Nyugati oldala mára már egy-két falcsonkon kivételével teljesen leomlott. Déli oldalán, egy négyzetes torony található, melynek csak a nyugati fala áll több emeletnyi magasan, az aljában egy kifelé nyíló ablaknyílással. A hengeres és a négyzetes torony között egy ovális, szűk udvar volt. Ennek nyugati és keleti oldalán is épületek álltak. Itt lehetett a várpalota, melyet lépcsőzet kötött össze a négyzetes toronnyal. A keleti oldalon nincsenek erődítések, mivel a hegy meredeksége itt természetes védelmet nyújtott. A vár kis területe miatt további bővítésre alkalmatlan volt, így korszerűsítése is elmaradt.